# ناوبری فلکی

یک سدس

ناوبری فلکی یا اخترناوبری (انگلیسی: Celestial navigation) فن موقعیت‌یابی بر مبنای اجسام آسمانی که در آن ناظر، با استفاده از سدس، ارتفاع اجسامی همچون خورشید و ماه و سیاره یا ستاره‌ای درخشان را اندازه می‌گیرد.